# Tsjertanovskaja
Tsjertanovskaja (Russisch: Чертановская uitspraakⓘ) is een station aan de Serpoechovsko-Timirjazevskaja-lijn van de Moskouse metro. Het station is een nieuwe versie van Kropotkinskaja dat bijna 50 jaar eerder is gebouwd.

## Geschiedenis
Tsjertanovskaja is gebouwd onder moeilijke geologische omstandigheden rond een rivierbedding en de ligging onder een kruising van twee autowegen maakte het ook niet makkelijker. Aanvankelijk werd uitgegaan van een duizendpoot, een standaardontwerp uit 1960, maar later werd aangestuurd op een enkelgewelfdstation. Onder persoonlijk toezicht van architecte Nina Aljosjina werden wijzigingen doorgevoerd waarbij zuilen, in de vorm van sterren, op het perron kwamen om het gewelf te steunen. Verder besloot de ministersraad van de Sovjet Unie dat het station, ter gelegenheid van 50 jaar metrobouw in Moskou, moest lijken op de bestaande stations Kropotkinskaja en Avtozavodskaja. Aljosjina slaagde erin om dit te realiseren en het station kreeg dan ook een prijs toegekend door de ministerraad. Door andere architecten werd het ontwerp 'ster' genoemd als verwijzing naar de gecompliceerde vorm van de zuilen. De tunnel ten noordwesten van het station ligt op ongeveer 600 meter richting Sevastopolskaja deels onder een woonblok van vijf verdiepingen dat in 1963 is gebouwd. Voor de bouw van de tunnel zou de wanden-dakmethode worden toegepast en in 1980 werd besloten het woonblok te slopen. De bewoners wisten de sloop te voorkomen en de metrobouwers moesten op zoek naar een alternatief. Hiervoor werd een boorschild gebruikt in bevroren grond, al waren aan de westkant al damwanden geslagen en steunen aangebracht voor de westelijke hoek van de fundering van het gebouw. Eind 2011 stond bij het woonblok een betonnen schutting zonder informatieborden; vermoedelijk ging dit om versterking van de tunnelconstructie.

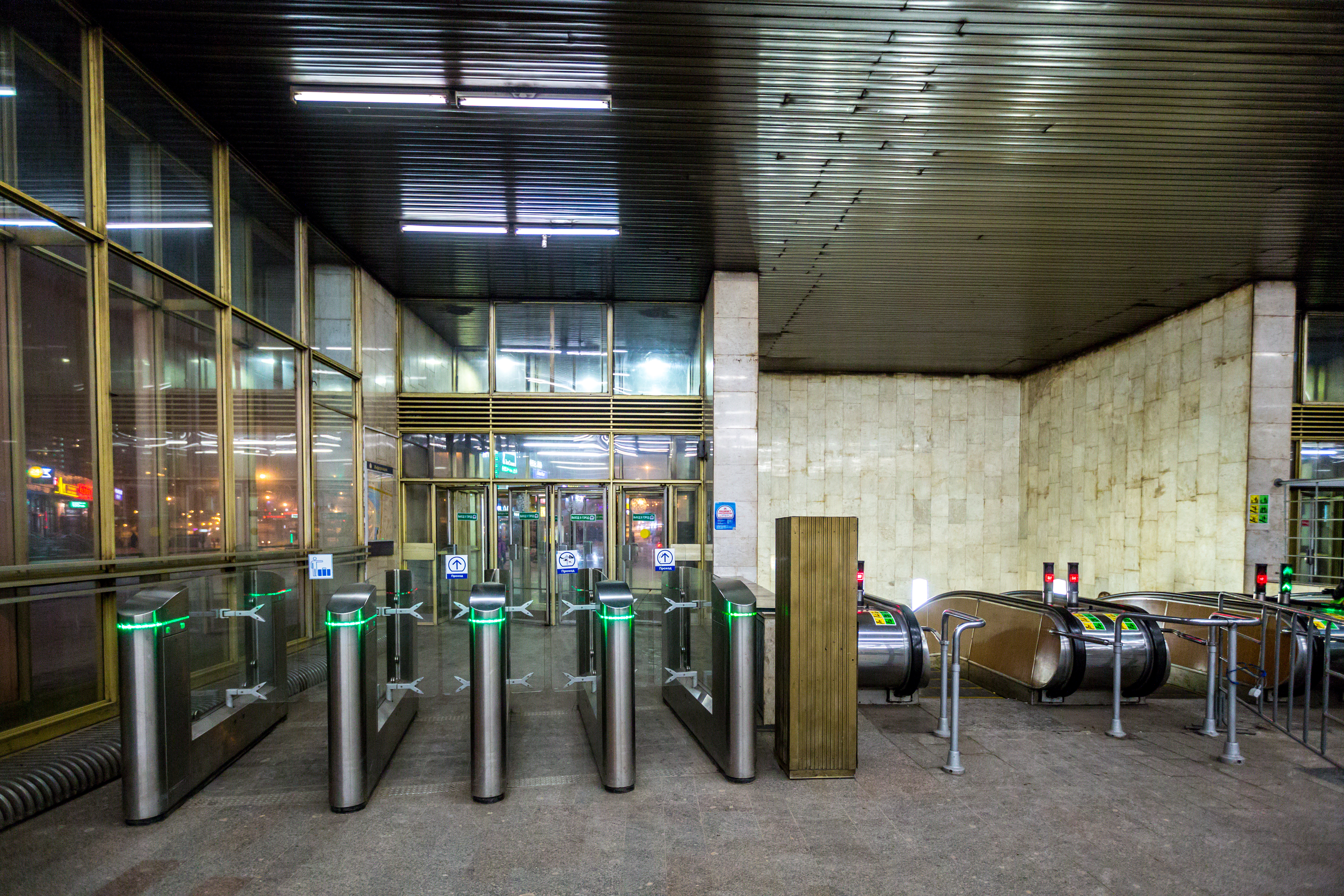
De uitgang bovenaan de roltrap in het stationsgebouw
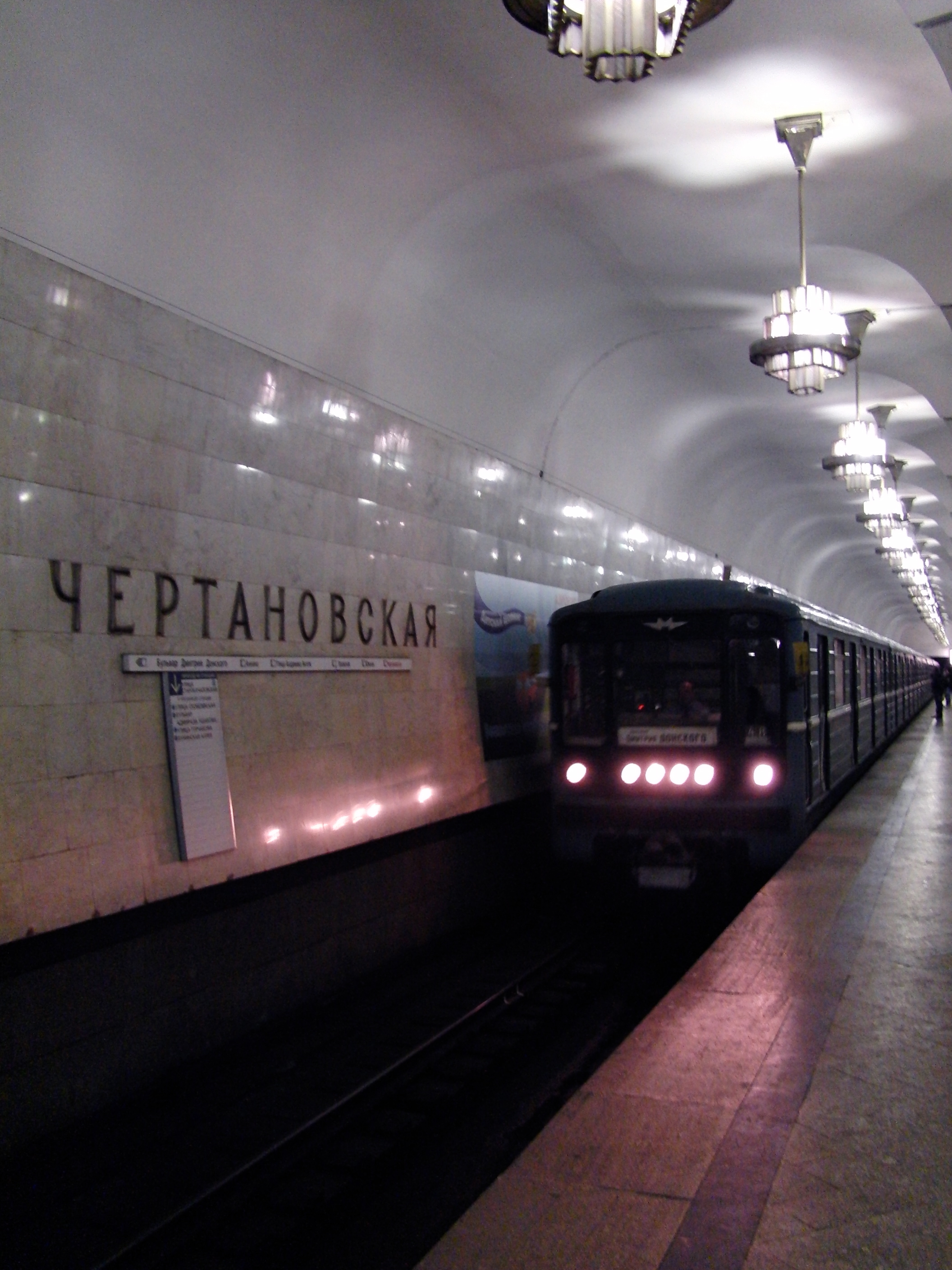
arriverende trein

## Ligging en inrichting
Het station ligt schuin onder het kruispunt van de Simferopolski Boelvar/Tsjertanovskaja Oelitsa en de Balaklavski Prospekt. Onder de westkant van het kruispunt ligt een ondergrondse verdeelhal die met voetgangerstunnels is verbonden met toegangen aan weerszijden van de Balaklavski Prospekt en de tramhaltes in de middenberm van de Tsjertanovskaja Oelitsa. Het stationsgebouw ten zuidoosten van het kruispunt heeft een omgekeerde schuine dakrand en twee glazen zijgevels. De achterwand is van beton en is bekleed met een mozaïek dat kunstenaar M. Rabinovitsj in 1960-61 ontwierp voor een ander station. In de stationshal is het plafond afgewerkt met zwarte metalen roedes en tl-verlichting. De verwarming is weggewerkt achter sierroosters. De roltrappen naar het perron liggen tussen de deuren van de ingang en die van de uitgang achter een betonnen geveldeel. Ondergronds zijn er twee rijen van 26 geprefabriceerde zuilen geplaatst die net als de tunnelwanden zijn bekleed met wit marmer. De tunnelwanden zijn opgesierd met metalen panelen van de hand van M.N. Aleksejev en L.A. Novikov die de 'Bouw van een Nieuw Moskou' uitbeelden. Het perron bestaat uit rood en donker graniet dat in geometrische figuren is gelegd. De verlichting bestond uit halogeenlampen in de kroonluchters aan het plafond. Kort na de opening werden de lampen echter vervangen door kwiklampen. Ten zuiden van het station liggen aftakkende sporen naar het depot Varsjavskoje. Er zijn geen keersporen en de metro's uit het centrum die eindigen bij Tsjertanovskaja keren niet om maar rijden door naar het depot.

## Reizigersverkeer
In 1999 werden 47.110 reizigers per dag geteld, in 2002 kwam men tot 47.800 instappers en 49.300 uitstappers per dag. In 2010 was het opgelopen tot 58.300 instappers en 58.100 uitstappers per dag. Richting de binnenstad kunnen reizigers vanaf 5:31 uur de metro nemen. Naar het zuiden kan doordeweeks vanaf 6:08 uur gereisd worden. In het weekeinde is dit op even dagen 4 minuten en op oneven dagen 3 minuten later.